# Pomník Jaroslava Vrchlického (Praha)
Pomník Jaroslava Vrchlického od bratrů Josefa Wagnera a Antonína Wagnera je od roku 1960 umístěn v Praze v Lobkovické zahradě. Pomník je jako součást areálu Lobkovického paláce památkově chráněn.

## Historie a popis
V soutěži na pomník básníkovi Jaroslavu Vrchlickému zvítězil návrh již v roce 1938. Původně měl být pomník umístěn na Karlově náměstí v Praze na Novém Městě, ale k realizaci myšlenky došlo až po druhé světové válce. V roce 1951, kdy byl dokončen sádrový model, bylo rozhodnuto o umístění pomníku na Petříně. Pískovcovou sochu dokončil Josef Wagner (1901–1957) společně se svým bratrem Antonínem (1904–1978) v roce 1956, k jejímu osazení došlo v roce 1960. Hranatý podstavec pomníku navrhl architekt Jan Sokol (1904–1987).
Socha v nadživotní velikosti znázorňuje básníka, který již zestárl; sedící postavu s listem papíru a perem v ruce, s pláštěm přehozeným přes ramena, podpírají dvě ženské postavy – alegorie Poezie a Dramatu. Za básníkovými zády se vlní pásky s nápisem: "Já v duši celé lidstvo nosil, vír jeho tužeb, muk a snů."
Pomník je na severním zalesněném svahu Petřína v jihozápadní části Lobkovické zahrady, která je přístupná veřejnosti. Je umístěn na parkové cestě, která je pokračováním Promenády Raoula Wallenberga.